# Стоор, Фредрик
Фредрик Стоор (швед. Fredrik Stoor; 28 февраля 1984, Стокгольм, Швеция) — шведский футболист, защитник. Выступал в сборной Швеции.

## Карьера
С 2003 по 2006 выступал за «Хаммарбю». В 2007 перешёл в «Русенборг». Первый официальный матч в составе этой команды провёл 9 апреля 2007 года против «Викинга», игра закончилась со счётом 1:1. В составе «Русенборга» сыграл 4 матча в групповом этапе Лиги чемпионов 2007/08. Единственный гол за рубежом забил 27 июля 2008 года в игре Кубка Интертото против «НАК Бреда» (это была последняя игра Стоора за тронхеймский клуб).
30 июля 2008 года перешёл в «Фулхэм», сумма трансфера составила около трёх млн. евро, контракт был рассчитан на 4 года. Дебютировал в Англии 27 августа в матче Кубка Футбольной лиги против «Лестер Сити», который его команда выиграла со счётом 3:2. В сезоне 2008/09 в основном оставался на скамейке запасных, получая игровую практику лишь в кубковых матчах. С началом следующего сезона перестал попадать даже в запас и 26 сентября 2009 года был отдан в аренду (первоначально на месяц) клубу «Дерби Каунти» из Чемпионата лиги. Через 3 дня вышел в стартовом составе в матче против «Кардифф Сити», его команда проиграла со счётом 1:6.
Первую игру в составе национальной сборной Швециипровёл 13 января 2008 против команды Коста-Рики. Участник чемпионата Европы 2008 года, где сыграл во всех трёх матчах сборной Швеции. За весь год сыграл 11 матчей, в последующие годы в сборную не вызывался.

## Матчи в сборной
| №  | Дата       | Матч                | Счет | Тип матча | Сыгранное время |
| -- | ---------- | ------------------- | ---- | --------- | --------------- |
| 1  | 13.01.2008 | Коста-Рика — Швеция | 0:1  | ТМ        | 90 минут        |
| 2  | 06.02.2008 | Турция — Швеция     | 0:0  | ТМ        | заменён на 62'  |
| 3  | 26.03.2008 | Бразилия — Швеция   | 1:0  | ТМ        | 90 минут        |
| 4  | 26.05.2008 | Швеция — Словения   | 1:0  | ТМ        | 90 минут        |
| 5  | 01.06.2008 | Швеция — Украина    | 0:1  | ТМ        | вышел на 72'    |
| 6  | 10.06.2008 | Греция — Швеция     | 0:2  | Евро-2008 | вышел на 74'    |
| 7  | 14.06.2008 | Швеция — Испания    | 1:2  | Евро-2008 | 90 минут        |
| 8  | 18.06.2008 | Россия — Швеция     | 2:0  | Евро-2008 | 90 минут        |
| 9  | 20.08.2008 | Швеция — Франция    | 2:3  | ТМ        | вышел на 62'    |
| 10 | 06.09.2008 | Албания — Швеция    | 0:0  | ОЧМ-2010  | вышел на 77'    |
| 11 | 19.11.2008 | Нидерланды — Швеция | 1:3  | ТМ        | вышел на 46'    |